# Гьошо Колев
Гьошо Колев е български духовник от Македония.

## Биография
Гьошо Колев е роден в мъгленското Лесково, тогава в Османската империя. Учи в град Негуш и в солунското село Балджа. Отец Колев е автор на ръкописен гръцко-български речник, писан с гръцки букви на воденски говор от 1875 до 1893 година. Речникът е важен езиков източник за изучаването на южномакедонските говори.